# Utah-Krieg
Der Utah-Krieg war eine militärische Auseinandersetzung zwischen den Mormonen in den Rocky Mountains und der Regierung der USA von 1857 bis 1858.

## Hintergründe
Der 1856 gewählte Präsident der USA, James Buchanan, wollte die Vielehe abschaffen. Auch erfuhr Buchanan von Gerüchten, dass die Mormonen sich von den USA abspalten und ihren eigenen unabhängigen Staat gründen wollten. Brigham Young wurde als Diktator betrachtet, der durch die bedingungslose Hingabe seiner Anhänger unbegrenzte Machtfülle erworben habe.
Aus diesen beiden Gründen beschloss der Präsident, den Präsidenten und Propheten der Kirche Jesu Christi der Heiligen der Letzten Tage, Brigham Young, als Gouverneur des Utah-Territoriums abzusetzen und durch einen Nichtmormonen zu ersetzen. Die Wahl fiel auf Alfred Cumming aus Georgia. Der Präsident beauftragte das US-Heer, den neuen Gouverneur zu unterstützen. Brigham Young wurde von diesem Vorgehen nicht offiziell in Kenntnis gesetzt.

## Reaktion der Mormonen

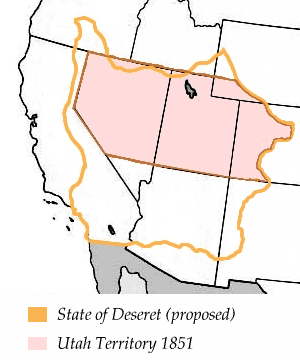
Das Utah-Territorium und der von den Mormonen geplante Staat Deseret

Seit der Gründung der Kirche Jesu Christi der Heiligen der Letzten Tage 1830 wurden die Mitglieder der Kirche verfolgt und waren mehrfach aus ihren Häusern und von ihrem Besitz vertrieben worden. Um sich vor solchen Verfolgungen zu schützen, waren sie in die Rocky Mountains geflohen und hatten in rund zehn Jahren dort ein eigenes Gemeinwesen aufgebaut. Als zurückkehrende mormonische Missionare, die die Heeresverbände auf dem Weg nach Utah gesehen und von deren Absicht erfahren hatten, Brigham Young darüber berichteten, rief dieser seine Leute zum Widerstand auf und rief das Kriegsrecht aus. Er sagte, die Aktion des Präsidenten der USA sei ein Akt despotischer Willkür, der der Verfassung der Vereinigten Staaten widerspreche und daher bewaffneten Widerstand rechtfertige.
Siedlungen am Rande des Territoriums Deseret wurden aufgelöst, die Mormonen konzentrierten sich in Gebieten in den Rocky Mountains. Es wurde die Devise der „verbrannten Erde“ ausgegeben, das heißt, Salt Lake City und die anderen Orte wurden darauf vorbereitet, völlig zerstört zu werden, um den anrückenden Verbänden des Heeres weder Unterkunft noch Verpflegung zu bieten. Die Bevölkerung bereitete sich darauf vor, sich mit Lebensmittelvorräten für drei Jahre in den Bergen zu verstecken.

## Das Mountain-Meadows-Massaker

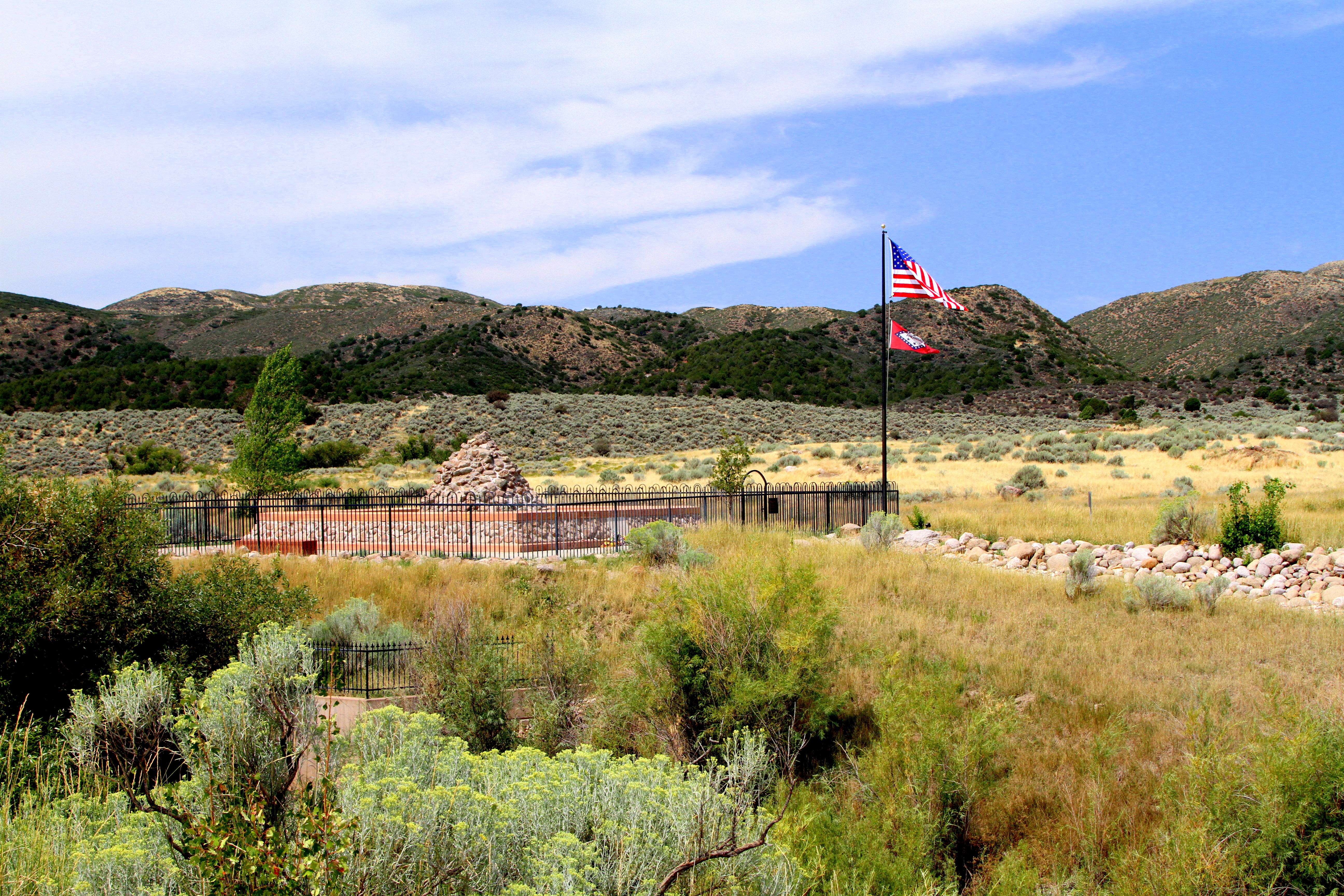
Mountain Meadows Massacre Site (2016)

Zu dieser Zeit befand sich ein Zug von Siedlern im Süden von Utah, der das Land durchquerte. Die Siedler stammten aus Arkansas, dem Bundesstaat, in dem im selben Jahr 1857 der Apostel der Kirche Jesu Christi der Heiligen der Letzten Tage Parley P. Pratt ermordet worden war. Örtliche Führer der Mormonen im Gebiet von Cedar City, die zugleich politische Führer waren, überfielen zusammen mit in der Gegend ansässigen Indianern den Wagenzug und ermordeten alle Siedler bis auf 17 Kleinkinder, die sie in mormonischen Familien unterbrachten. Die genaue Zahl der Opfer, die dort auf den Bergwiesen (Mountain Meadows) am 11. September 1857 umkamen, ist nicht bekannt. Die Angaben bewegen sich zwischen 120 und 150 Personen.
In den folgenden Jahren beteuerte die Führung der Kirche Jesu Christi der Heiligen der Letzten Tage immer wieder, das Massaker weder befohlen noch gebilligt zu haben. Bis heute werden eindeutige Beweise dafür gesucht, ob Brigham Young die Aktion befohlen hatte. Verschiedene zu diesem Zweck herangezogene Schriftstücke lassen aber auch andere Interpretationen zu, die von Vertretern der Kirche Jesu Christi ins Feld geführt werden. Als schuldiger Anführer wurde John D. Lee, angeblich ein Mitglied des mormonischen Geheimbundes der Daniten, zum Tode verurteilt und 1877 am Ort des Massakers durch Erschießen hingerichtet. Von ihm existiert ein langes Geständnis, das sein Rechtsanwalt veröffentlichte, in dem er unter anderem aussagt, er sei nur ein Bauernopfer. Auf der anderen Seite hatte sich Gouverneur Cumming aus juristischen Gründen und vermutlich um des inneren Friedens willen geweigert, das Massaker gründlich zu untersuchen und die Verantwortlichen zu bestrafen, was Brigham Young hingegen von ihm verlangte.
Der Ort des Überfalls wurde im Juni 2011 als National Historic Landmark ausgewiesen und die Stätte im Februar 2015 erweitert.

## Militärische Aktionen im Krieg
Die Zugänge nach Salt Lake City wurden gesperrt und mit Posten besetzt, mormonische Kundschafter verfolgten den Weg der Heeresverbände.
Gemäß ihrem Auftrag behinderte die mormonische Nauvoo Legion in Guerilla-Aktionen den Vormarsch der US-Truppen, sobald sie in nähere Reichweite kamen. Wiesen wurden abgebrannt, um die Zugtiere ohne Futter zu lassen, Proviantwagen samt Inhalt wurden verbrannt, die Tiere verjagt. Die Soldaten und ihre Tiere litten deshalb Hunger, die ständigen Überfälle zehrten an den Nerven und der in den Rocky Mountains mit Schneestürmen gefürchtete Winter stand kurz bevor. So richteten sich die US-Verbände zum Überwintern ein und beschlossen, die Operation im Frühjahr fortzusetzen.

## Lösung des Konflikts
Durch Vermittlung von Oberst Thomas L. Kane, der sowohl die Mormonen kannte als auch bei der Regierung einen guten Ruf hatte, konnte Brigham Young davon überzeugt werden, nachzugeben. So rückten im Frühjahr 1858 die US-Verbände in die Nähe von Salt Lake City vor, verpflichteten sich aber, außerhalb der Stadt zu bleiben. Brigham Young übergab seine Funktion als Gouverneur am 12. April 1858 an Alfred Cumming.
Seit diesem Zeitpunkt sind in Utah die Führung der Kirche Jesu Christi der Heiligen der Letzten Tage und weltliche Macht in getrennten Händen.